# Podolje (ort i Kroatien)
Podolje är en ort i Kroatien.   Den ligger i länet Baranja, i den östra delen av landet, 210 km öster om huvudstaden Zagreb. Podolje ligger 101 meter över havet och antalet invånare är 140.
Terrängen runt Podolje är platt. Runt Podolje är det ganska tätbefolkat, med 108 invånare per kvadratkilometer. Närmaste större samhälle är Beli Manastir, 11,0 km sydväst om Podolje. Trakten runt Podolje består till största delen av jordbruksmark.